# 컬럼비아고원

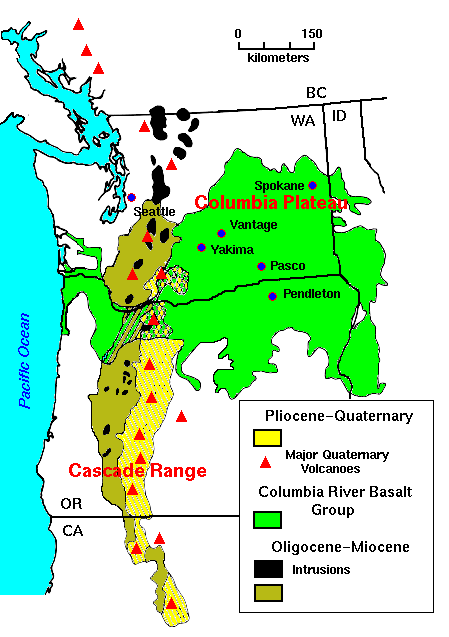

컬럼비아고원(Columbia Plateau)은 미국 서부의 워싱턴주, 오리건주, 아이다호주에 걸친 고원이다. 캐스케이드산맥과 로키산맥 사이의 범람현무암 고원으로, 컬럼비아강이 고원을 가로질러 흐르고 있다.

## 같이 보기
- 캐스케이드산맥